# 아그리젠토도

아그리젠토도의 위치

아그리젠토도(이탈리아어: Provincia di Agrigento)는 이탈리아 시칠리아주의 도이다. 도청 소재지는 아그리젠토이다. 면적은 3,042 km2, 인구는 454,370(2009)이다.